# Aeroportul Eugene
Aeroportul Eugene (IATA: EUG, ICAO: KEUG, FAA LID: EUG) este un aeroport din Oregon, Statele Unite ale Americii ce deservește zona Eugene. Aeroportul a fost tranzitat în 2019 de 1.192.312 pasageri.
Situat la o altitudine de 114 m, aeroportul dispune de 2 piste.

## Infrastructură

### Piste
Aeroportul dispune de 2 piste. Pista 16L/34R are suprafața de asfalt și dimensiunile 6.000 picioare × 150 picioare. Pista 16R/34L are suprafața de asfalt și dimensiunile 8.009 picioare × 150 picioare. 